# Snake Eater - Vendetta a tutti i costi
Snake Eater - Vendetta a tutti i costi (Snake Eater) è un film canadese-statunitense del 1989 diretto da George Erschbamer. Il film ha avuto due seguiti: Il guerriero della strada 2 e Il guerriero della strada 3 con ancora Lorenzo Lamas ancora protagonista e uno spin-off Hawk's Vengeance con Gary Daniels protagonista.

## Trama
Il veterano del Vietnam nonché uno dei membri degli Snake Eater, Jack Kelly detto "Soldier", è da tempo diventato detective della polizia di New York, ma quando i suoi genitori vengono uccisi e la sorella rapita Jack torna a Tennessee per trovare la sorella e vendicare i suoi genitori.